# علم النفس التمايزي
علم النفس التمايزي هو مجال بحثي في علم النفس، يبحث اختلاف سلوكيات الأفراد فيما بينهم؛ وبخلاف علم النفس التقليدي الذي يدرس سلوكيات الأفراد عن طريق دراسة تصرفات الأفراد.

## التسمية والمرادفات
مصطلح علم النفس التمايزي هو ترجمة للمصطلح Differential psychology الإنكليزي. ومن الاستعمالات الشائعة في العربية «السيكولوجة التفاضلية».

## للاستزادة
- علم نفس
- قائمة مجالات علم النفس
- قائمة مؤسسات علم النفس
- قائمة علماء النفس
- قائمة العلاجات النفسية
- قائمة لائحة منشورات علم النفس
- قائمة طرق الأبحاث
- قائمة مدارس علم النفس
- خط علم النفس الزمني